# Arletty

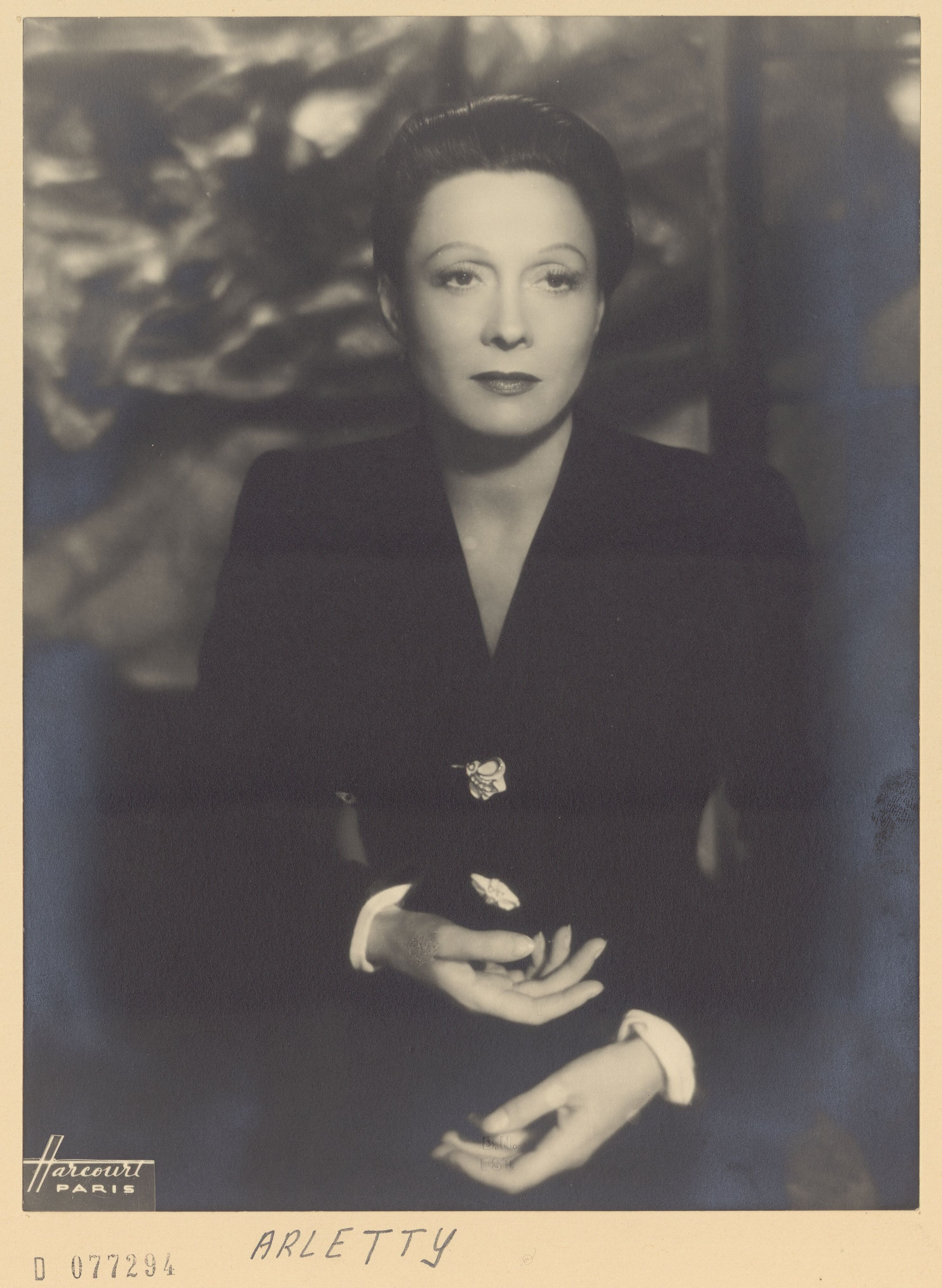
Arletty, 1939

Arletty, eigentlich Léonie Bathiat (* 15. Mai 1898 in Courbevoie, Département Seine, heute Département Hauts-de-Seine; † 24. Juli 1992 in Paris), war eine französische Schauspielerin.

## Leben und Karriere
Arletty stammte aus bescheidenen sozialen Verhältnissen im Pariser Vorort Courbevoie. Ihr Vater war Mechaniker bei der Straßenbahngesellschaft, ihr Bruder Stahlarbeiter. Arletty war zunächst Fabrikarbeiterin, Stenotypistin, Mannequin und Revuetänzerin. Als Filmschauspielerin debütierte sie im Jahr 1930 und wurde bald zu einem Star des französischen Kinos. Vorzugsweise stellte sie Vamps, Prostituierte oder die Femme fatale dar. Sie spielte in Klassikern der französischsprachigen Filmkunst wie Marcel Carnés Hôtel du Nord und Die Nacht mit dem Teufel. Ihre berühmteste Rolle ist die der Garance in Kinder des Olymp. Dazu schrieb ihr deutscher Biograf, Klaus Harpprecht: „Les Enfants du Paradis, 1947 in den Kinos unserer Ruinenstädte zu sehen, empfanden auch die Deutschen als ein überwältigendes Ereignis, das der niemals ganz verschütteten Liebe zur Kultur des Nachbarn – zusammen mit den Werken von Camus und Sartre, den Bühnenstücken von Anouilh – eine enthusiastische Renaissance bescherte.“ Auf dem Höhepunkt ihrer Popularität stand Arletty berühmten Malern Modell, darunter Georges Braque, Moïse Kisling und Henri Matisse. Von 1937 bis 1939 unterhielt sie eine Liebesbeziehung zu David Mdivani, den sie 1937 in Venedig kennen lernte. Sie soll 1939 von ihm schwanger gewesen sein.
Nach dem Einmarsch deutscher Truppen im Zweiten Weltkrieg nahm sie in politischer Hinsicht eine unklare Haltung ein. Sie lebte 1940 mit der Schriftstellerin und Widerständlerin Antoinette d’Harcourt in Collioure im von den deutschen Truppen noch nicht besetzten Teil Frankreichs und zeigte Abneigung gegen das dort herrschende Regime Philippe Pétains, das mit Deutschland kollaborierte. Bald kehrte sie nach Paris zurück und setzte ihre Zusammenarbeit mit bedeutenden Figuren des französischen Kulturlebens, darunter Sacha Guitry, Jean Cocteau und Marcel Carné, fort. Es entstanden einige ihrer berühmtesten Filme. In Paris wohnte sie ab 1941 in einem Gebäude, das der jüdischen Familie Faucigny-Lucigne enteignet worden war. Am 17. Januar 1942 nahm sie in der deutschen Botschaft an einem Empfang für Hermann Göring teil. Dem Autor Louis-Ferdinand Céline zollte sie bei einer Einladung im Haus von Paul Morand große Bewunderung, später unterstützte sie Céline vor Gericht mit ihrer Aussage. Sie war eine enge Freundin von Josée de Chambrun, der Tochter Pierre Lavals. Da sie im Haus dieser Freundin Ende 1940 eine mehrjährige Liebesbeziehung mit dem deutschen Luftwaffenoffizier und Schriftsteller Hans-Jürgen Soehring begonnen hatte, verbrachte sie nach Kriegsende wegen des Vorwurfs der Kollaboration mit dem Feind einige Tage im Lager von Drancy und zwei Monate im Gefängnis Fresnes sowie 18 weitere Monate unter Hausarrest. 1946 sprach das Säuberungskomitee (Comité d’épuration) eine Rüge gegen sie aus und verhängte ein dreijähriges Berufsverbot. 1949 erfolgte die Trennung von Soehring. Ihre Haltung im Krieg rechtfertigte sie mit einem Zitat aus Hôtel du Nord: „Mon cœur est français, mais mon cul est international. – Mein Herz ist französisch, aber mein Hintern ist international.“ Die Reaktion ihrer Umgebung kommentierte sie mit den Worten: „Ich war die meisteingeladene Frau, nun bin ich die Meistgemiedene. – J’étais la femme la plus invitée, je suis la plus évitée.“
Nach dem Weltkrieg spielte Arletty noch in rund 20 Filmen, konnte aber an ihren früheren Erfolg nicht anknüpfen. Dennoch zählt sie insbesondere aufgrund der oben genannten Titel zu den bedeutenden Darstellerinnen des französischen Films der ersten Hälfte des 20. Jahrhunderts. Auf der Theaterbühne hatte sie eine Reihe vielbeachteter Auftritte, z. B. in der Rolle der Blanche in Tennessee Williams’ Endstation Sehnsucht (1949), in Gigi (1954–1955) nach dem gleichnamigen Roman von Colette und in Les monstres sacrés (1966) von Jean Cocteau. Nach einem Unfall erblindete sie im Alter von 68 Jahren vollständig.
Im Jahr 1971 veröffentlichte Arletty ihre Memoiren unter dem mehrdeutigen Titel La Défense (wörtlich: die Verteidigung), der einerseits als Hinweis auf ihre volkstümliche Herkunft aus Courbevoie, einem Vorort von Paris, der später teilweise im Hochhausviertel La Défense aufging, gedeutet werden kann, andererseits als Titel einer Verteidigungsschrift in Anspielung auf ihre umstrittene Lebensführung in der deutschen Besatzungszeit.
Arletty starb am 24. Juli 1992 in Paris im Alter von 94 Jahren. Sie wurde eingeäschert und auf dem Nouveau Cimetière in Courbevoie beigesetzt.
Autoren und Biographen würdigten sie als „la Madone du Canal Saint-Martin“, die Madonna vom Canal Saint-Martin, an dem das Hôtel du Nord stand, der Schauplatz des berühmten Films, und als „muse des faubourgs“ (Muse aus der Vorstadt), die, gebürtig im dritten Hinterhaus einer Mietskaserne, ihre proletarische Herkunft nie verleugnet hat und, so einer ihrer Biografen, „dem Akzent und den Manieren der Pariser Vorstädte Adel verlieh“ („… rendait aristocratiques l’accent et les manières des faubourgs“).
Eine historische Bogenbrücke über den Canal Saint-Martin im 10. Arrondissement von Paris ist Passerelle Arletty benannt. Das Haus Nr. 14 der Rue de Rémusat (16. Arrondissement), in dem Arletty von 1969 bis zu ihrem Tod in einer Sozialwohnung der Stadt Paris wohnte, trägt eine Erinnerungsplakette zu ihren Ehren.
Im Jahr 2015 drehte der Regisseur Arnaud Sélignac über ihre Liebesbeziehung mit Hans-Jürgen Soehring den Fernsehfilm Arletty, une passion coupable mit Laetitia Casta in der Titelrolle.
Zwischen 1981 und 1993 wurde jährlich der von der Schauspielerin Fanny Vallon ins Leben gerufene Prix Arletty de l’universalité de la langue française an verdiente Bühnenschauspielerinnen, -regisseurinnen und -autorinnen verliehen. Zur Jury, die über die Vergabe entschied, gehörten Pierre Arditi, Micheline Presle, Gérard Depardieu, Marie-Christine Barrault, Bernadette Lafont u. a.; ausgezeichnet wurden u. a. Brigitte Jaques-Wajeman, Dominique Blanc, Zabou Breitman, Christine Murillo, Marie Trintignant und Fatima Gallaire. Bis zu ihrem Tod wohnte Arletty den Preisverleihungen als Ehrengast bei.

## Filmografie (Auswahl)
- 1931: Un chien qui rapporte
- 1932: Enlevez-moi
- 1935: Spiel in Monte Carlo (Pension Mimosas)
- 1937: Les perles de la couronne
- 1938: Hôtel du Nord (Hôtel du Nord)
- 1939: Fric-Frac
- 1939: Circonstances atténuantes
- 1939: Der Tag bricht an (Le jour se lève)
- 1942: Die Nacht mit dem Teufel (Le visiteur du soir)
- 1942: Meine größte Liebe (La femme que j’ai le plus aimée)
- 1943/45: Kinder des Olymp (Les enfants du paradis)
- 1949: Portrait d’un assassin
- 1951: Die Hexe von Montmartre (Gibier de potence)
- 1951: L’amour, Madame
- 1953: Die letzte Etappe (Le grand jeu)
- 1954: Die Luft von Paris (L’air de Paris)
- 1955: Geschlossene Gesellschaft (Huis clos)
- 1957: Nächte auf Tahiti (Passager clandestin)
- 1958: Die Affären von Madame M. (Maxime)
- 1958: Leben und lieben lassen (Un drôle de dimanche)
- 1961: Die tolle Masche (La gamberge)
- 1962: Wir bitten zu Bett (Les petits matins)
- 1962: Der längste Tag (The Longest Day)
- 1962: Tempo di Roma